# Valvital
 (février 2022).
Valvital est le nom commercial utilisé par l'entreprise française Compagnie européenne des Bains. C'est une entreprise dont le domaine d’activité principale est le thermalisme.
Valvital possède 11 stations thermales situées dans les villes d'Aix-les-Bains, Berthemont-les-Bains, Bourbonne-les-Bains, Divonne-les-Bains, Eaux-Bonnes, Lectoure, Lons-le-Saunier, Montbrun-les-Bains, Morsbronn-les-Bains, Niederbronn-les-Bains et Thonon-les-Bains. Il est le deuxième groupe thermal français, avec une fréquentation de 54 782 curistes en 2017.
La société a été retenue par : 
- le groupe Barrière et la Ville d'Enghien-les-Bains pour la gestion de l'établissement thermal Enghien-les-Bains fin 2018.
- la Ville de Nancy pour la gestion du site de Nancy Thermal rouvert en 2023 (26 000 mètres carrés de piscines, toboggans, bains à diverses températures, une boutique, un hôtel, et plusieurs bassins dédiés aux curistes)

## Histoire
Le 15 décembre 1989, Bernard Riac crée Aqua Organisation, une SARL qui a pour activité le conseil dans le thermalisme et la thalassothérapie.
En 1990, Aqua Organisation relance la station thermale d'Avène-les-Bains pour les Laboratoires Pierre Fabre, et Bernard Riac est directeur de la marque de dermato-cosmétique Avène.
En 1991, la SARL Aqua Organisation devient la Société anonyme Compagnie Européenne des Bains. Cette société se spécialise dans le conseil, l'assistance et la gestion d'établissements thermaux et de thalassothérapie. La même année, la Compagnie Européenne des Bains reprend la station thermale de Lons-le-Saunier, dans le Jura.
En 1994, la Compagnie Européenne des Bains devient gestionnaire des thermes de Montrond-les-Bains, Loire, jusqu'en 2012.
La Compagnie Européenne des Bains ouvre en 1995 la « Résidence des Thermes » à Lons-le-Saunier, et lance la marque Villegiatherm pour commercialiser les établissements du groupe. 

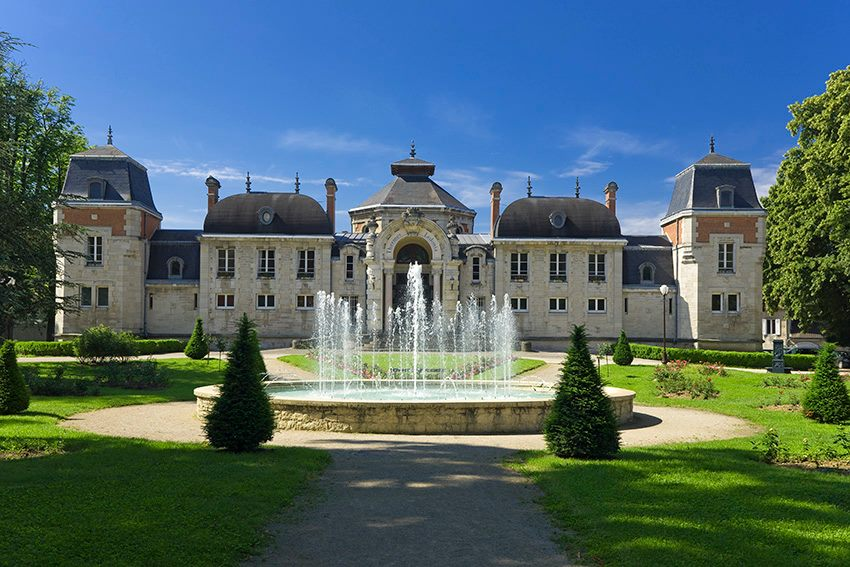
Thermes de Lons-le-Saunier.

En 1996, la C.E.B. (Compagnie Européenne des Bains) reprend le domaine thermal d'Aulus-les-Bains (thermes et résidence hôtelière) et rachète le centre de balnéothérapie Valvital à Besançon.
Puis en 1997, la C.E.B. reprend les thermes de Montbrun-les-Bains et de Châteauneuf-les-Bains.  
En 1998, la C.E.B. rachète l'hôtel l'Hôtel du Château à Châteauneuf-les-Bains. 
La C.E.B. reprend les thermes de Divonne-les-Bains en 1999, puis ceux de Rennes-les-Bains, en janvier 2000.
La C.E.B. reprend les thermes de Thonon-les-Bains et rachète le groupe Wellness avec trois salles de sport à Besançon en 2001. En mai 2002, elle reprend également les thermes d'Alet-les-Bains.
En 2004, la C.E.B. lance la marque Valvital qui remplace Villagiatherm avec trois axes principaux : thermes, remise en forme ainsi que fitness & spa. La Compagnie Européenne des Bains reprend la même année les thermes de Bourbonne-les-Bains et les Fumades à Allègre-les-Fumades.
En 2005, la C.E.B. reprend les thermes de Berthemont-les-Bains et démarre le nouveau centre thermoludique situé au Monêtier-les-Bains (2008) ainsi que celui de Montrond-les-Bains appelés « Les iléades » l'année suivante.

Thermes Chevalley à Aix-les-Bains.

En 2010, la C.E.B. reprend les thermes de Lectoure et des Eaux-Bonnes.
En 2011, la C.E.B. vend les centres de fitness de Besançon-Valentin et de Lyon, elle devient, cette même année, propriétaire des « Thermes nationaux d'Aix-les-Bains », rachetés à l'État français.
En 2012, Valvital conclut un contrat pour la construction et l'exploitation du centre thermal et de bien-être à Santenay, en Bourgogne.
En 2014, le groupe fait l'acquisition des thermes de Morsbronn-les-Bains et de Niederbronn-les-Bains, en Alsace.